# Cangandala
Cangandala é uma cidade e município da província de Malanje, em Angola.
Tem 6 961 km² e cerca de 32 000 habitantes. É limitado a norte pelos municípios de Malanje, Quêssua, Muquixe e Caculama, a leste pelo município de Cambundi Catembo, a sul pelo município de Capunda, e a oeste pelo município de Mussende.
O município é constituído pela comuna-sede, correspondente à cidade de Cangandala, e pelas comunas de Culamagia e Caribo. Anteriormente uma comuna, a localidade de Bembo perdeu seu estatuto jurídico-administrativo, sendo integrada à comuna de Culamagia.
Parte da área territorial municipal está protegida pelo Parque Nacional da Cangandala.